# Homogenisering

En metod för homogenisering, där mjölken pressas genom ett litet utrymme.

Homogenisering är den process i ett mejeri där mjölkens fett finfördelas så att det inte ska klumpa sig och lägga sig i ett lager i ytan på mjölken. 
Det finns olika metoder för att homogenisera mjölk. I en variant pressas mjölken med högt tryck genom en liten spalt. Detta gör att fettkulorna i mjölken går sönder och mindre fettkulor bildas. 
Så kallad gammaldags mjölk homogeniseras inte. Likaså finns det ohomogeniserad mjölk med standardiserad fetthalt. 